# Historia Langobardorum
La Historia Langobardorum è l'opera più importante scritta da Paolo Diacono. È suddivisa in sei libri e tratta della storia del popolo Longobardo dalle origini al suo apice: la morte del re Liutprando nel 744. Una delle copie più antiche è il Codice Cividalese (Cod. XXVIII), conservato nel Museo archeologico nazionale di Cividale del Friuli.

## Contenuto
La Historia è scritta in un latino di tipo monastico, si basa su opere precedenti di vari scrittori ed è un misto di prosa e poesia. Le fonti principali furono l'anonima Origo gentis Langobardorum, la perduta ed omonima Historia di Secondo di Trento, i perduti Annali di Benevento ed un uso libero degli scritti di Beda il Venerabile, Gregorio di Tours e Isidoro di Siviglia.
L'opera fu scritta nell'Abbazia di Montecassino nei due anni successivi al ritorno dalla Francia dopo aver ricoperto il ruolo di grammatico presso la corte di Carlo Magno. La storia è narrata dal punto di vista di un patriota longobardo, e descrive anche l'intreccio delle relazioni fra i Longobardi, i Franchi, i Bizantini ed il Papato. La narrazione della storia si può suddividere in due fasi: la prima, lineare, descrive le vicende del popolo prima dell'entrata in Italia, un unico indistinto popolo che si muove per i territori quasi si preparasse all'arrivo in una Terra Promessa. La seconda fase descrive invece le gesta di tanti attori che si radicano in territori ben identificati e si fondono con i luoghi e le genti del posto. Tutto l'insieme è legato ad un filo narrante scandito dalla successione dei Re. Una particolare attenzione viene rivolta alla chiesa italiana di quel periodo, e si concentra anche su personaggi che non si intrecciarono con la storia dei Longobardi in Italia.

### Libro primo
Il libro descrive le cause delle migrazioni dei Longobardi dal Nord al centro dell'Europa con leggende legate alle origini del popolo, le gesta dei primi re fino alla vittoria di Alboino sul re Cunimondo dei Gepidi e la sua grande fama tra le popolazioni germaniche. Narra anche delle imprese di Giustiniano e della vita di San Benedetto.

### Libro secondo
Provenienti dalla Pannonia, i Longobardi, su invito di Narsete,  iniziano a penetrare in Italia e, favoriti anche da una precedente terribile pestilenza,  sconfiggono facilmente i Goti. Morto Narsete, i Longobardi si sentono liberi di occupare le terre e saccheggiare le città romane, escluse Roma, Ravenna e alcune città costiere. Descrive l'ascesa del re Alboino al Monte Nanos, l'affidamento della Pannonia agli Unni, fa una descrizione delle regioni dell'Italia, per passare poi all'assedio e la conquista di Pavia da parte di Alboino e il suo assassinio organizzato dalla vendicativa moglie Rosmunda. Il breve regno di Clefi e il decennale Periodo dei Duchi o "dell'anarchia".

### Libro terzo
Morte dell'Imperatore bizantino Giustino II. Gli succede Tiberio II, «50º Imperatore dei Romani». Carità e virtù di Tiberio II, che aiuta i bisognosi e perdona i congiurati. Alla morte di Tiberio II, sale al potere Maurizio, il primo imperatore greco secondo Paolo Diacono. Maurizio si allea con Childeberto II, Re dei Franchi, e gli dà dei soldi per indurlo ad attaccare i Longobardi. I Longobardi eleggono re, ponendo fine al periodo dei Duchi, Flavio Autari, che offre dei soldi a Childeberto per indurlo a ritirarsi in Francia e lasciare in pace il Regno dei Longobardi. Ulteriori tre invasioni franche della Longobardia, nell'ultima i Franchi, dopo aver devastato Lombardia e Veneto, si ammalano di dissenteria e tornano indietro. Tradimento di Droctulfo. Matrimonio tra Autari e Teodolinda. La forte presenza del Papa Gregorio Magno. Conquiste e morte di Autari e nomina di Agilulfo, che si sposa con Teodolinda. L'Esarca Romano conquista delle città, Agilulfo le riconquista.

### Libro quarto
Da Agilulfo a Grimoaldo: ottant'anni di storia longobarda passando attraverso il regno di Rotari.

### Libro quinto
Da Grimoaldo a Cuniperto.

### Libro sesto
Da Cuniperto alla morte di Liutprando. Qui si ferma la storia, cristallizzata al momento in cui la decadenza non era iniziata; fra l'altro è il periodo vissuto in prima persona da Paolo Diacono, nella prima parte della sua vita.
Il sesto libro s'interrompe durante il regno di Re Liutprando e pare che il motivo di tale interruzione sia che Paolo Diacono abbia tralasciato volontariamente la parte di storia successiva al regno di Liutprando, in modo tale da non dover descrivere il periodo della decadenza e la vittoria dei Franchi ai danni del suo popolo.

## Errori
L'opera contiene diversi errori cronologici e presenta in alcuni punti anche molte incongruenze. Per esempio, nel libro V, quando si parla della campagna in Italia dell'Imperatore bizantino Costante II, Paolo Diacono inserisce due avvenimenti contraddittori tra di loro: la pace firmata tra Costante II e il duca di Benevento Romualdo I e il tentativo di Costante II di far credere a Romualdo che suo padre Grimoaldo non sarebbe arrivato con i rinforzi (fallito perché Romualdo venne informato da Sesualdo dell'arrivo del padre). Tale contraddizione è rimarcata da Ludovico Antonio Muratori:
(Muratori, Annali d'Italia, IV, p. 126)
In alcuni casi vi sono anche errori cronologici, per esempio la rivolta dell'esarca bizantino Eleuterio (615-616) viene datata dallo storico longobardo sotto il regno di Foca (602-610) e non sotto il regno di Eraclio I (610-641).
In altri casi, seguendo la tradizione popolare o utilizzando fonti tarde, l'autore narra fatti storici ritenuti inattendibili dagli storici successivi: ad esempio, secondo Paolo Diacono, i Longobardi avrebbero invaso l'Italia perché invitati da Narsete furente con l'Imperatore per averlo destituito. Questa vicenda viene ritenuta una leggenda dagli storici moderni, che attribuiscono la calata dei Longobardi alla pressione esercitata dagli Avari verso la Pannonia e non a un improbabile tradimento del generale bizantino. Nel Libro III Paolo narra che Autari, giunto nel sud Italia, arrivò fino allo stretto di Messina, toccando una colonna e affermando che fin lì si sarebbero estesi i confini dei Longobardi. Anche ciò viene ritenuto una leggenda.

## Edizioni
- Della origine et fatti dei re Longobardi, traduzione di Lodovico Domenichi, In Vinegia, appresso Gabriel Giolito de Ferrari, 1548.
- Storia dei fatti de' Langobardi, traduzione di Quirico Viviani, 2 voll., Udine, pei fratelli Mattiuzzi, 1826-1828.
- (LA) Historia Langobardorum, edentibus †Ludovico Bethmann et Georgio Waitz, in  Monumenta Germaniae Historica inde ab anno Christi quingentesimo usque ad annum millesimum et quingentesimum. Scriptores rerum Langobardicarum et Italicarum saec. VI-IX, Hannoverae, impensis bibliopolii Hahniani, 1878,  pp. 12-187.
- De' fatti de' Longobardi, traduzione di G.S. Uberti, Cividale, 1899; ristampa, Milano, Sonzogno, 1915.
- Storia dei Longobardi, traduzione di Massimo Felisatti, Collana BUR nn.2371-2372, Milano, Rizzoli editore, 1967.
- Storia dei Longobardi, traduzione e note a cura di Federico Roncoroni, Introduzione di Enzo Fabiani, Collana La Storia da vicino, Milano, Rusconi, 1970. - Collana Biblioteca n.10, Rusconi, 1972.
- Historia Langobardorum, traduzione di L. Giavardi, Testimonianze storiche a cura di Gérard Walter, in Gianluigi Barni, I Longobardi in Italia, Novara, De Agostini, 1975.
- Historia Langobardorum, traduzione di Elio Bartolini, con testo latino e traduzione di A. Giacomini, Udine, s.d.; Storia dei Longobardi, Collana Tea n.42, Milano, TEA, 1988, ISBN 978-88-781-9055-9.
- Storia dei Longobardi, Testo originale e versione italiana, Introduzione di Claudio Leonardi. Apparati critici e iconografici di Roberto Cassanelli, Milano, Electa, 1985, 1991, ISBN 978-88-435-3676-4.
- Collezione Biblioteca di Storia n.4, Storia dei Longobardi, a cura di Italo Pin, in appendice Storia dei Longobardi di Benevento di Erchemberto, Pordenone, Edizioni Studio Tesi, 1990, ISBN 88-7692-231-8.
- Storia dei Longobardi, riproduzione anastatica dell'edizione latina di Girolamo Froben, Basilea 1532; riproduzione anastatica del testo della volgarizzazione di Lodovico Domenichi edita da Gabriele Giolito de Ferrari, Venezia 1548, sedici tavole a colori, Edizioni della Laguna, 1990.
- Storia dei Longobardi, traduzione e note di Antonio Zanella, Introduzione di Bruno Luiselli, testo a fronte, Collana BUR Classici Greci e Latini n.L824, Milano, Rizzoli, 1991, ISBN 88-17-16824-6. - Milano, Skira, 2002, 2017.
- Storia dei Longobardi, a cura di a cura di Lidia Capo, testo a fronte, Collezione Scrittori greci e latini, Milano, Fondazione Lorenzo Valla-Arnoldo Mondadori Editore, 1992, ISBN 88-04-33010-4.
- Storia dei Longobardi, a cura di Tommaso Albarani, Collana Oscar Classici n.305, Milano, Mondadori, 1994, ISBN 88-04-39084-0.
- Storia dei Longobardi, trad. e cura di Felice Bonalumi, Milano, San Paolo Edizioni, 2008, 2024, ISBN 978-88-215-6203-7.
- Opere. vol I: Storia dei Longobardi, a cura di M.E. Bottecchia Dehò, Collezione Corpus Scriptorum Eccleasiae Aquileiensis, Roma, Città Nuova, 2015, ISBN 978-88-311-9098-5.
- Storia dei Longobardi, traduzione di Andrea Cornalba, Milano, Grande Biblioteca Latina, dicembre 2016; ed. aggiornata, 2020.